# Веселий (Родіоново-Несвітайський район)
Веселий — хутір в Родіоново-Несвітайському районі Ростовської області Росія.
Входить до складу Родіоново-Несвітайського сільського поселення.
Населення — 881 особа (2010 рік).

## Географія
Розташовано західніше Родіоново-Несвітайської у степу.
Вулиці
- вул. Гагаріна,
- вул. Дачна,
- вул. Зелена,
- вул. Калініна,
- вул. Леніна,
- вул. Нова,
- вул. Степова,
- вул. Центральна.